# Eugene Roche
Eugene Harrison Roche (* 22. September 1928 in Boston; † 28. Juli 2004 in Encino, Los Angeles) war ein US-amerikanischer Schauspieler.

## Leben
Roche wurde als Sohn eines Marineoffiziers am 22. September 1928 in Boston geboren und wuchs dort während der Weltwirtschaftskrise auf. Bereits als Jugendlicher zeigte Roche ein Interesse an Stimmenimitationen, was dazu führte, dass er mit 15 erste Sprachrollen im Radio erhielt. Mit 17 beendete er die High School und ging zur Armee. Diese schickte ihn ins besetzte Japan. Während der Überfahrt auf einem Truppentransportschiff nahm er an einem Vorsprechen für ein Unterhaltungsprogramm teil und gewann dieses, was in ihm den Entschluss reifen ließ, nach seiner Armeezeit eine Karriere im Showgeschäft anzustreben. Nach seiner Entlassung aus der Armee nutzte Roche den G. I. Bill, um am Emerson College zu studieren. Gleichzeitig trat er in verschiedenen Theater- und Musicalproduktionen auf.
Als Reservist wurde Roche von Armee wegen des Koreakrieges wieder eingezogen. Nach dem Ende seiner zweiten Armeezeit beendete er 1953 sein Studium und zog nach San Francisco, wo er dem 1952 gegründeten Actor's Workshop beitrat und mit diesem von 1953 bis 1958 auf Tournee ging. Er trat dabei in vielen klassischen Theaterstücken auf, unter anderem spielte er Hickey in Eugene O’Neills The Iceman Cometh und Vladimir in Samuel Becketts Warten auf Godot. Die letztere Produktion war so erfolgreich, dass sie ausgewählt wurde, die Vereinigten Staaten auf der Weltausstellung 1959 in Brüssel zu repräsentieren. Zudem war sie die erste Theatervorstellung, die im San Quentin State Prison aufgeführt wurde.
Roche zog nach New York, wo er auf verschiedenen Bühnen spielte und 1961 mit Blood, Sweat and Daniel Poole von James- und William Goldman sein Debüt am Broadway hatte.
Neben seinem Erscheinen in vielen Spielfilmen und Fernsehserien wie Kojak, Lou Grant oder Airwolf war eine seiner bekanntesten Rollen die des aus St. Louis stammenden Privatdetektivs Luther H. Gillis in der Fernsehserie Magnum. Als liebenswertes Raubein Luther Gillis spielt er in fünf Folgen mit. Zudem spielte er 1978 in dem Film Zwei heiße Typen auf dem Highway die Rolle des Highschool-Lehrers Ed McGrath.
Insgesamt war er seit 1961 in mehr als 130 Film- und Fernsehproduktionen zu sehen.
Roche heiratete 1953 Marjory Perkins (1931–2017), die ebenfalls am Emerson College studierte. Der Ehe entstammen neun Kinder, unter ihnen Brogan and Eamonn Roche, die ebenfalls Schauspieler wurden, sowie der mit einem Emmy ausgezeichnete Drehbuchautor und Produzent Sean Roche. Die Ehe wurde 1981 geschieden. Im nächsten Jahr heiratete Roche Ann Toni C. Bratman, mit der er bis zu seinem Tod liiert blieb. Roche verstarb am 28. Juli 2004 in Los Angeles an einem Herzanfall.

## Filmografie (Auswahl)
- 1962, 1964: Preston & Preston (The Defenders, Fernsehserie, 1 Folge)
- 1971: Der verkehrte Sherlock Holmes (They Might Be Giants)
- 1972: Schlachthof 5 (Slaughterhouse-Five)
- 1974: Auf eigene Gefahr (Newman’s Law)
- 1975: Was nützt dem toten Hund ein Beefsteak? (Mr. Ricco)
- 1975: Kojak – Einsatz in Manhattan (Tatwerkzeug Dienstwaffe (Out Of The Frying Pan ...), Folge 3x08)
- 1976: Barnaby Jones (Fernsehserie, 1 Folge)
- 1977: Die Katze kennt den Mörder (The Late Show)
- 1977: Besessen (The Possessed)
- 1978: Eine ganz krumme Tour (Foul Play)
- 1978: Zwei heiße Typen auf dem Highway (The Hot One)
- 1982: Quincy (Der Schmutz der Vergangenheit)
- 1982: Die Pranke der Tigerin (Farrell for the People)
- 1983–1988: Magnum (Fernsehserie, 5 Folgen)
- 1984: Oh Gott! Du Teufel (Oh, God! You Devil)
- 1984–1988: Webster (Fernsehserie, 50 Folgen)
- 1985: Hardcastle & McCormick (Folge 3x04)
- 1986–1991: Mord ist ihr Hobby (Fernsehserie, 4 Folgen)
- 1986: Ein Engel auf Erden (Highway to Heaven, Fernsehserie, Folge 3x04)
- 1987–1988: Ein Grieche erobert Chicago (Perfect Strangers, Fernsehserie, 4 Folgen)
- 1990–1991: Lenny (Fernsehserie, 16 Folgen)
- 1991: The Sitter
- 1992: Julie (Fernsehserie, 7 Folgen)
- 1993: Ein Fall für den Mörder (A Case for Murder)
- 1993: All-New Dennis the Menace (Fernsehserie, 13 Folgen)
- 1994: Tod eines Cheerleaders (Fernsehfilm)
- 1995: Liz Taylor Story (Fernsehfilm)
- 1995–1996: Immer Ärger mit Dave (Fernsehserie, 5 Folgen)
- 1996: Einsame Entscheidung
- 1996: Star Trek: Raumschiff Voyager (Folge 3x06)
- 1997: Detektiv Rockford – Anruf genügt: Detektiv im Rampenlicht (Fernsehfilm)

## Theatrografie (Auswahl)
- Pal Joey
- Point of No Return
- The Iceman Cometh
- Warten auf Godot
- Under Milk Wood
- The Secret Life of Walter Mitty (Musical)
- Blood, Sweat and Daniel Poole
- Mutter Courage und ihre Kinder
- The Millionairess
- The Price